# Jozef Kroner
Jozef Kroner (Staškov, 20 marzo 1924 – Bratislava, 12 marzo 1998) è stato un attore slovacco.
Appartenne a una famiglia di attori, che comprendeva i fratelli Ľudovít e Ján, la sorella Mária Hojerová, la moglie Terézia Hurbanová-Kronerová, la figlia Zuzana Kronerová e il nipote  Ján.

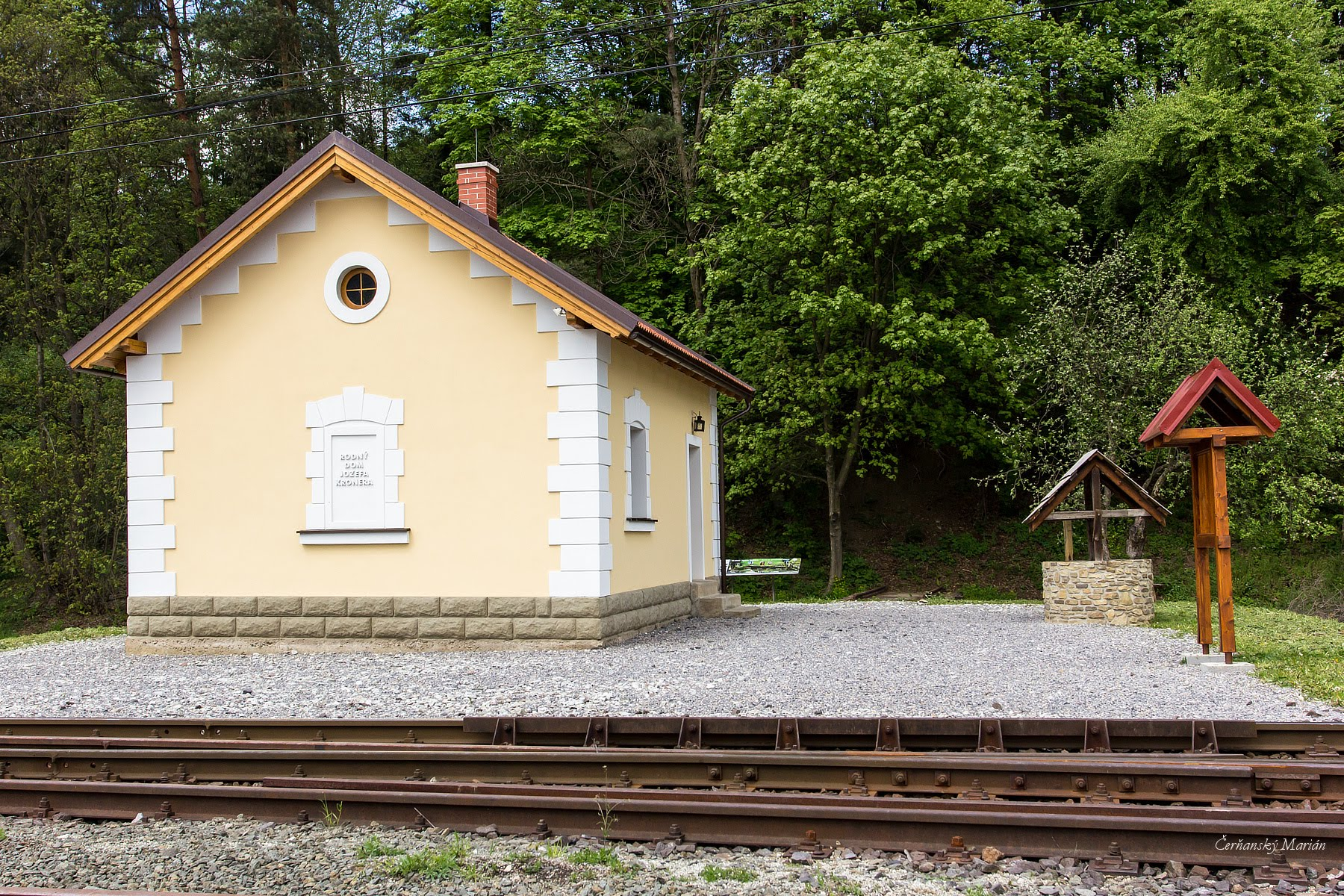
La casa natale di Jozef Kroner

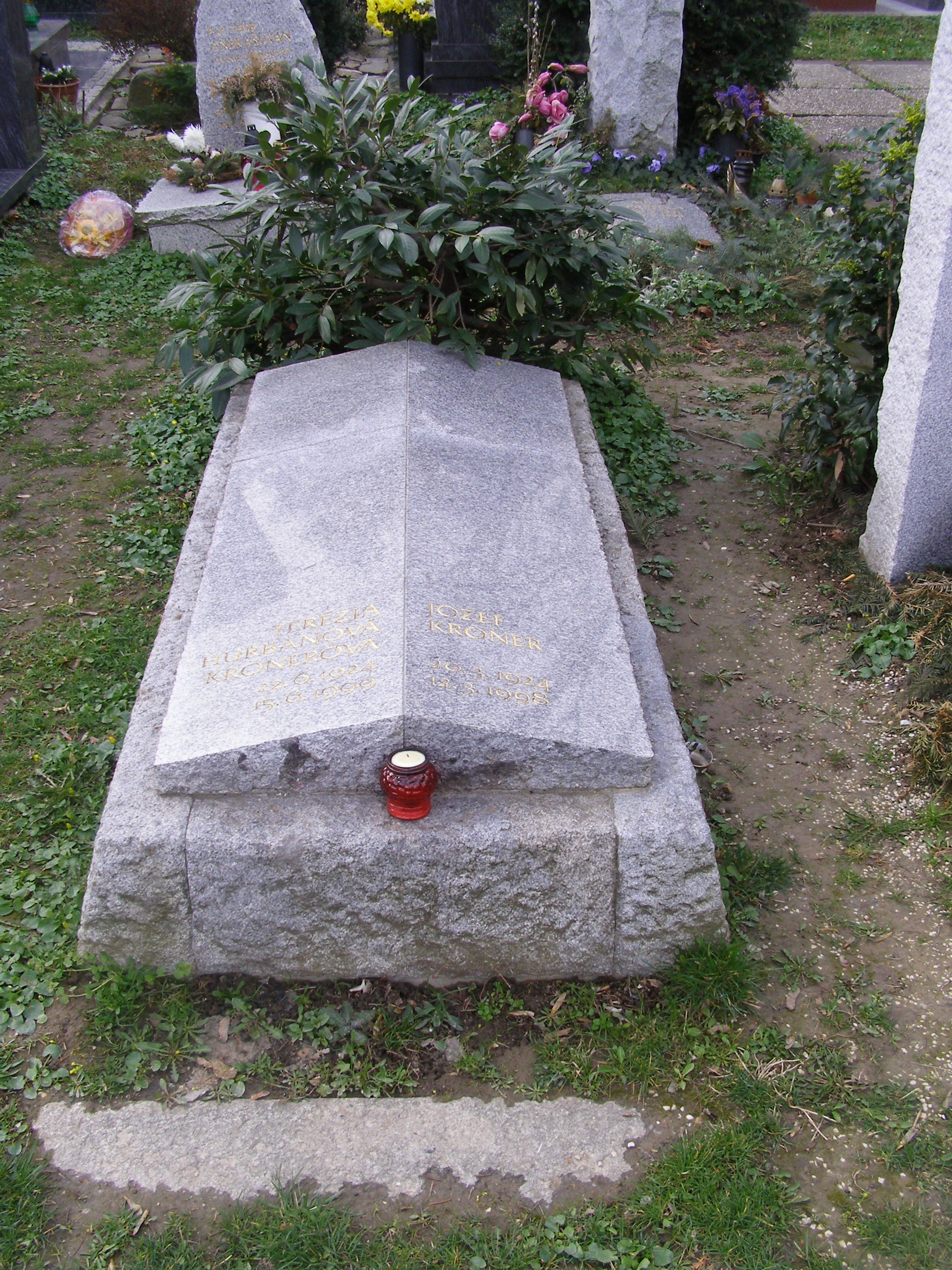
La tomba di Jozef Kroner e della moglie al cimitero di Slávičie údolie a Bratislava

## Biografia
Nacque in una famiglia con dodici figli. Iniziò a lavorare come operaio a Trenčín, poi divenne capo officina a Považská Bystrica. Dopo il lavoro si dedicava al teatro amatoriale. Esordì al Teatro dell'esercito di Martin (1948 – 1956). A partire dal 1956 si esibì al Teatro di prosa del Teatro Nazionale Slovacco di Bratislava fino al 1984, quando si ritirò dalle scene. Recitò in molti telefilm e serial televisivi – Kubo (1965), Živý bič (1966), Rysavá jalovica (1970), Ruže a sneh, Vôňa remesla, Slovácko sa nesúdi (1978, 1984), Sváko Ragan (1975), Nech žije deduško (1978).
Dalla vicenda della sua vita e della sua attività, il regista Fero Fenič ricavò il telefilm Trate Jozefa Kronera (1987). Sulla base di un sondaggio fra i giornalisti cinematografici slovacchi del 2000, Jozef Kroner fu scelto come l'attore slovacco del XX secolo. I suoi hobby comprendevano la pesca e la raccolta dei funghi. Scrisse i libri Herec na udici ("Un attore su una fune", 1970), Herec nielen na udici ("Un attore su una fune e non solo", 1974), S kamerou a s udicou ("Con una camera e una fune", 1979), Neobyčajný testament ("Testamento insolito", 1982) e O rybke Beličke ("Il pesce Belička", 1983).

## Riconoscimenti
Nel 1967 lo Stato gli conferì il titolo di artista meritevole e nel 1978 quello di artista nazionale.

## Filmografia

### Cinema
- Katka, regia di Ján Kadár (1950)
- Akce B, regia di Josef Mach (1952)
- Pole neorané, regia di Vladimír Bahna (1953)
- Drevená dedina, regia di Andrej Lettrich (1955)
- Štvorylka, regia di Karol Krška e Jozef Medved (1955)
- Čert nespí, regia di Peter Solan e František Žáček (1956) - (episodio "Smutný Káder")
- Posledná bosorka, regia di Vladimír Bahna (1957)
- Statočný zlodej, regia di Ján Lacko (1958)
- Zemianska česť, regia di Vladimír Bahna (1958)
- Šťastie príde v nedeľu, regia di Ján Lacko (1959)
- Jerguš Lapin, regia di Jozef Medved (1960)
- Strieborný Favorit, regia di Andrej Lettrich (1961)
- Polnočná omša, regia di Jirí Krejcík (1962)
- Pokorené rieky, regia di František Žáček (1961)
- Jánošík, regia di Paľo Bielik (1963)
- Il negozio al corso (Obchod na korze), regia di Ján Kadár ed Elmar Klos (1965)
- Lidé z maringotek, regia di Martin Frič (1966)
- L'uomo che mente (L'homme qui ment), regia di Alain Robbe-Grillet (1968)
- Muž, který stoupl v ceně, regia di Jan Moravec e Zdeněk Podskalský (1968)
- Dialóg 20-40-60, regia di Zbyněk Brynych, Jerzy Skolimowski e Peter Solan (1968) - (episodio "The Sixty-Year-Olds")
- Traja svedkovia, regia di Paľo Bielik (1968)
- Pán si neželal nič, regia di Peter Solan (1970)
- Nuda dal fiume (Touha zvaná Anada), regia di Ján Kadár ed Elmar Klos (1971)
- Ženy v ofsajdu, regia di Borivoj Zeman (1971)
- Prečo Adam Chvojka vicerichtár spáva doma, regia di Martin Ťapák (1972)
- Zajtra bude neskoro, regia di Aleksandr Karpov e Martin Ťapák (1973)
- Očovské pastorale, regia di Jozef Zachar (1973)
- Putovanie do San Jaga', regia di Martin Ťapák (1973)
- Végül, regia di Gyula Maár (1973)
- Vymenená princezná, regia di Ján Gogál (1973)
- Pacho, hybský zbojník, regia di Martin Ťapák (1975)
- Stratená dolina, regia di Martin Ťapák (1976)
- Teketória, regia di Gyula Maár (1976)
- Két történet a félmúltból, regia di Károly Makk (1979)
- Kosenie Jastrabej lúky, regia di Štefan Uher (1981)
- Megáll az idő, regia di Péter Gothár (1981)
- Tegnap elött, regia di Péter Bacsó (1981)
- Un altro sguardo Egymásra nézve, regia di Károly Makk (1982)
- Popolvár najväčší na svete, regia di Martin Ťapák (1982)
- Přeludy pouště, regia di Abdelhafidh Bouassida (1982)
- Un'ape millenaria (Tisícročná včela), regia di Juraj Jakubisko (1983)
- Neďaleko do neba, regia di Martin Ťapák (1987)
- Az utolsó kézirat, regia di Károly Makk (1987)
- Lovec senzací, regia di Martin Hollý (1988)
- Vlakári, regia di Juraj Lihosit (1988)
- Můj přítel d'Artagnan, regia di Radoslav Urban (1989)
- Ti, kojto si na nebeto, regia di Dočo Bodžakov (1990)
- Árnyék a havon, regia di Attila Janisch (1990)
- Dedictví aneb Kurvahosigutntag, regia di Věra Chytilová (1992)
- Vášnivý bozk, regia di Miro Šindelka (1994)
- …ani smrt nebere!, regia di Miroslav Balajka (1995)

### Televisione
- Kubo, regia di Martin Ťapák - film TV (1965)
- Rysavá jalovica, regia di Martin Ťapák - film TV (1970)
- Slovácko sa nesúdí - serie TV, 12 episodi (1975-1984)
- Sváko Ragan, regia di Martin Ťapák - film TV (1976)
- Vianočné oblátky, regia di Martin Ťapák - film TV (1977)
- Mišo, regia di Martin Ťapák - film TV (1979)
- Il principe del sale (Soľ nad zlato), regia di Martin Hollý - film TV (1982)

## Doppiatori italiani
- Pino Locchi in Il negozio al corso